# Спар
Спар, також спар золотистий, дорада (Sparus aurata) — океанічна риба, що належить до родини Спарових. Єдиний представник роду Sparus. Морська, океанодромна, демерсальна риба, сягає довжини 70 см.

## Поширення

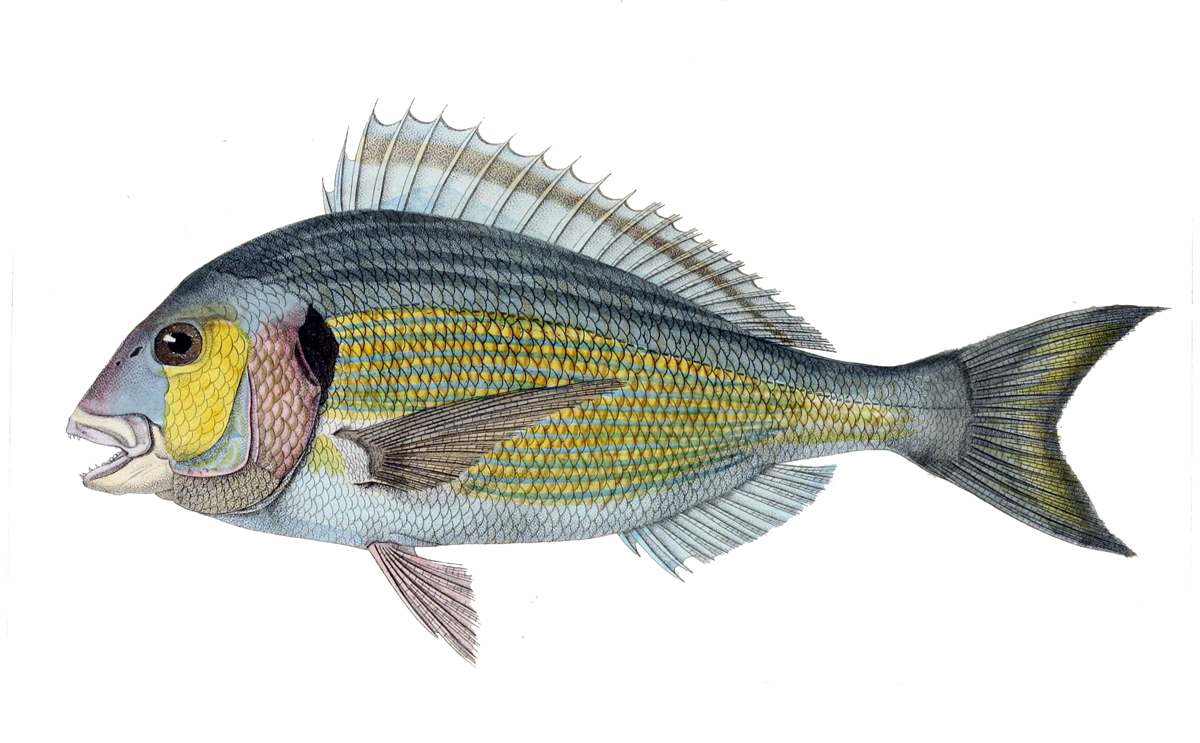
Малюнок спара

Поширені у східній Атлантиці від Британії та Гібралтару до Кабо-Верде, навколо Канар. Зустрічається у Середземному морі, а також у Чорному морі біля берегів Болгарії, Румунії, Росії та Туреччини. Біля берегів України відомі лише поодинокі знахідки біля берегів Криму.

## Спосіб життя
Спар є протоандрічним гермафродитом.

## Раціон
Живиться переважно рибою, ракоподібними, молюсками. Також може споживати морські водорості.

## Значення
Важливий промисловий об'єкт, відомий також під торговою маркою дорада, або дорадо. Є частиною традиційної каталанської кухні, популярним об'єктом марикультури в Каталонії і взагалі у Середземномор'ї.

### Гастрономія

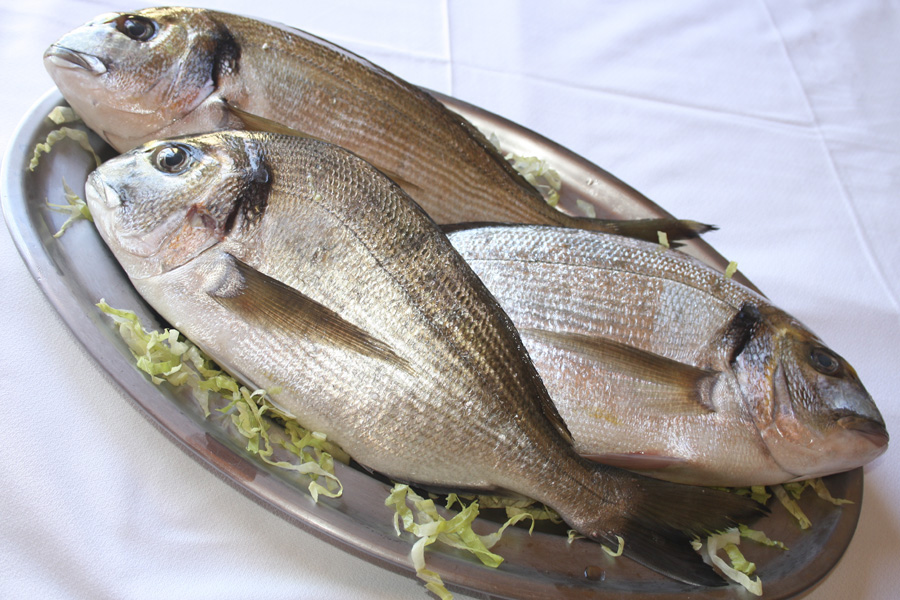
«Дорада», сервірована в ресторані

Є частиною традиційної кухні усіх приморських народів у багатьох частинах світу. Готувати цю рибу можна абсолютно будь-яким способом або навіть споживати сирою, з будь-яким гарніром і майже будь-якими соусами. Смак схожий на смак лаврака, тому у всіх рецептах ці риби взаємозамінні.
Спара оцінять любителі здорового способу життя та прихильники низькожирових дієт, оскільки в середньому ця риба містить всього 1,8 гр жирів на 100 г філе.